# 192001 Raynatedford
192001 Raynatedford è un asteroide della fascia principale. Scoperto nel 2005, presenta un'orbita caratterizzata da un semiasse maggiore pari a 2,7620985 au e da un'eccentricità di 0,0252794, inclinata di 4,76932° rispetto all'eclittica.